# Prvenstvo Hrvatske u vaterpolu za žene 2006.
U prvenstvu Hrvatske u vaterpolu za žene 2006. godine sudjelovale su iduće djevojčadi: 
BURA: Tešija, K. Majlat, Vučković, Šupraha, Poropat, Kalauz, Reić, Beroš, Serdar, M. Majlat, Topić, Grčić, Jovanović, Ukić, Vlahov. 

Trener: Nikša Savin 
PRIMORJE: Ravlić, Miljković, Brnjac, Premuš, Žmak, Radanović, Zekan, Škorić, Trošelj, Kraljić, Jašari, Komadina, Grabar, Knežević

Trener: Borna Vojinović
ZAGREB: Anđelić, Bračun, Bielen, Grozaj, Džajić, Malohodžić, Drobac, Petrović, Polić, Jukić, Geljić, Šimunić, Kozulić, Pazman

Trener: Duško Baždar
GUSAR: Baus, Brzić, Lu. Baričić, Šangulin, Batur, Piplica, J. Pikunić, Lozić, A. Pikunić

Trener: Ivor Eškinja 
JUG: Dragojević, Popović, Šahurić, I. Ševelj, Baule, A. Ševelj, Glunčić, Iveta, Bošković, Bogdanović, Škaljić, Nadilo

Trener: Mirko Ivandić
Prvakinje su djevojčad splitske Bure.

## Ljestvica
| Plasman | Klub                      | Ut | Pob | N | Por | Pos:Pri | RP  | Bod |
| ------- | ------------------------- | -- | --- | - | --- | ------- | --- | --- |
| 1.      | BURA Split                | 10 | 9   | 0 | 1   | 99:56   | +43 | 18  |
| 2.      | PRIMORJE Rijeka           | 10 | 7   | 1 | 2   | 91:51   | +40 | 15  |
| 3.      | ZAGREB                    | 10 | 6   | 1 | 3   | 51:48   | +3  | 13  |
| 4.      | VIKTORIA Šibenik          | 10 | 2   | 3 | 5   | 73:84   | -11 | 6   |
| 5.      | GUSAR Sveti Filip i Jakov | 10 | 2   | 1 | 7   | 83:81   | +2  | 6   |
| 6.      | JUG Dubrovnik             | 10 | 0   | 1 | 9   | 47:124  | -77 | 1   |

Ut = odigrano utakmica;  Pob = pobjede;  N = neriješeno odigrane utakmice;  Por = porazi;  Pos = postignuti pogodci;  Pri = primljeni pogodci; RP = razlika pogodaka; Bod = bodovi

## Najbolje streljačice
| Pogodaka | Igračica   | Klub                    |
| -------- | ---------- | ----------------------- |
| 37       | Miljković  | PRIMORJE Rijeka         |
| 35       | Batur      | GUSAR Sv. Filip i Jakov |
| 28       | Brzić      | GUSAR Sv. Filip i Jakov |
| 26       | Živković   | VIKTORIA Šibenik        |
|          | Ukić       | BURA Split              |
| 22       | Tvrdić     | VIKTORIA Šibenik        |
| 19       | Škorić     | PRIMORJE Rijeka         |
| 15       | Reić       | BURA Split              |
| 14       | Popović    | JUG Dubrovnik           |
|          | Šehić      | BURA Split              |
|          | Malohodžić | ZAGREB                  |